# رضی‌الدین رومی
ابراهیم بن سلیمان حموی شهرت‌یافته به رضی‌الدین رومی (۱۲۲۵–۱۳۳۲م) محدث، مفسر و آموزگار شامی بود. شرح الجامع الکبیر در شش جلد از آثار برجستهٔ اوست. خاستگاهش حماه بود، در دمشق سکونت گرفت و همان‌جا درس داد و درگذشت. نسخه‌ای خطی از آثار او در کتابخانه ی ملک فیصل در عربستان نگهداری می‌شود. 